# Gant-Wevelgem 2006
La Gant-Wevelgem 2006 fou la 68a edició de la cursa ciclista Gant-Wevelgem i es va disputar el 5 d'abril de 2006 sobre una distància de 210 km. Aquesta era la sisena cursa de l'UCI ProTour 2007. El vencedor fou el noruec Thor Hushovd (Crédit Agricole), que s'imposà a l'esprint a l'alemany David Kopp (Team Gerolsteiner) i a l'italià Alessandro Petacchi (Team Milram), segon i tercer respectivament.

## Recorregut
En aquesta edició el recorregut parteix de Deinze per dirigir-se fins a Oostende, a la costa belga. D'aquí el recorregut segueix la costa cap a França, fins a De Panne, on gira cap al sud, en paral·lel a la frontera francesa fins a trobar els monts de Flandes, on s'hauran de superar dues vegades les cotes del Monteberg i Kemmelberg. Els darrers 30 quilòmetres són plans fins a Wevelgem.

## Equips participants
| Núm.    | Codi | Equip                            |
| ------- | ---- | -------------------------------- |
| 1-8     | QSI  | Quick Step-Innergetic            |
| 11-18   | DVL  | Davitamon-Lotto                  |
| 21-28   | CSC  | Team CSC                         |
| 31-38   | CEI  | Caisse d'Epargne-Illes Balears   |
| 41-48   | EUS  | Euskaltel-Euskadi                |
| 51-58   | LSW  | Liberty Seguros-Würth            |
| 61-68   | SDV  | Saunier Duval-Prodir             |
| 71-78   | A2R  | AG2R Prévoyance                  |
| 81-88   | BTL  | Bouygues Télécom                 |
| 91-98   | COF  | Cofidis, le Crédit par Téléphone |
| 101-108 | C.A  | Crédit Agricole                  |
| 111-118 | FDJ  | La Française des Jeux            |
| 121-128 | GST  | Gerolsteiner                     |

| Núm.    | Codi | Equip                          |
| ------- | ---- | ------------------------------ |
| 131-138 | TMO  | T-Mobile Team                  |
| 141-148 | LAM  | Lampre-Fondital                |
| 151-158 | LIQ  | Liquigas                       |
| 161-168 | MRM  | Team Milram                    |
| 171-178 | RAB  | Rabobank                       |
| 181-188 | PHO  | Phonak Hearing Systems         |
| 191-198 | DSC  | Discovery Channel              |
| 201-208 | JAC  | Chocolade Jacques-Topsport Vl. |
| 211-218 | LAN  | Landbouwkrediet-Colnago        |
| 221-228 | UNI  | Unibet.com                     |
| 231-238 | SKS  | Skil-Shimano                   |
| 241-248 | NIC  | Navigators Insurance           |

## Classificació final
|    | Ciclista            | Equip                 | Temps      |
| -- | ------------------- | --------------------- | ---------- |
| 1  | Thor Hushovd        | Crédit Agricole       | 4h 53' 15" |
| 2  | David Kopp          | Team Gerolsteiner     | m. t.      |
| 3  | Alessandro Petacchi | Team Milram           | m. t.      |
| 4  | Filippo Pozzato     | Quick Step-Innergetic | m. t.      |
| 5  | George Hincapie     | Discovery Channel     | m. t.      |
| 6  | Fabian Cancellara   | Team CSC              | m. t.      |
| 7  | Bernhard Eisel      | Française des Jeux    | m. t.      |
| 8  | Erki Pütsep         | AG2R Prévoyance       | m. t.      |
| 9  | Allan Davis         | Liberty Seguros-Würth | m. t.      |
| 10 | Kurt Asle Arvesen   | Team CSC              | m. t.      |